# Desa Ngepoh (administrativ by i Indonesien, lat -7,81, long 113,24)
Desa Ngepoh är en administrativ by i Indonesien.   Den ligger i provinsen Jawa Timur, i den västra delen av landet, 700 km öster om huvudstaden Jakarta.